# 天主教馬拉迪教區
天主教馬拉迪教區（拉丁語：Archidioecesis Niameyensis）是尼日爾一個羅馬天主教教區，屬尼亞美總教區。
2001年3月13日升為教區，當時直屬教廷。2007年6月25日改屬尼亞美總教區。
教區範圍包括尼日爾東部地區。2004年有教友1,031人（佔轄區總人口0.0%）、七個堂區、十五名司鐸。現任教區主教為安博羅削·韋德拉奧果。